# Yevgueni Aleksándrovich Golovín
Yevgueni Aleksándrovich Golovín (en ruso: Евге́ний Алекса́ндрович Голови́н, 1782-1858) fue un general de infantería y general adjunto ruso.

## Biografía
Nació en 1782 en el seno de una familia de la nobleza de la gobernación de Smolensk. Sus padres eran el coronel Aleksandr Ivánovich Golovín (1751-1815) y Yekaterina Ivánovna Veliaminova. Fue educado en un internado de Moscú y más tarde estudió en la Universidad de Moscú. 
En abril de 1797 ingresó en el ejército del Imperio ruso como podpráporshchik del Regimiento Preobrazhenski de la Guardia Lieib y el 14 de diciembre del mismo año pasó a ser práporshchik en el batallón de la guarnición de Moguilov. En 1801 ascendió a stabskapitän del Regimiento de Granaderos Fanagorski, en cuyas filas sería herido de bala en el pie izquierdo en la batalla de Austerlitz y condecorado con la Orden de Santa Ana de cuarta clase. 
Se retiró de 1808 a 1810, participando posteriormente en la guerra ruso-turca de 1806-1812, destacando en Shumla (por lo que fue ascendido a teniente coronel), Batin y Bazargic. Fue condecorado con la Orden de San Jorge de cuarta clase. el 14 de enero de 1812. El 31 de enero de 1811 fue nombrado comandante del Regimiento Fanagorski, al que dirigiría en la batalla de Borodinó, en la que sería herido en la pierna izquierda. Sería ascendido a coronel el 21 de noviembre de 1812.
Entre 1813 participa en varias campañas en el extranjero, distinguiéndose en la batalla de Lützen (por la que recibiría la Orden de San Vladimiro de tercera clase) y en la batalla de Bautzen. Fue herido en el brazo izquierdo en la batalla de Leipzig y ascendido a general de División el 20 de julio de 1814, entrando en París el 30 de marzo de ese año. El 10 de agosto de 1821 fue nombrado comandante del Regimiento de Cazadores de la Guardia y el 14 de marzo de 1825 como comandante de la 4ª Brigada de la 2ª División de Infantería de la Guardia. Tras su participación en la represión de la revuelta decembrista fue ascendido a adjudant general.
El 22 de agosto de 1826 recibió el grado de teniente general. Participó en la guerra ruso-turca de 1828-1829, dirigiendo las operaciones de defensa ante las tropas del pashá Omer Vrionis en las alturas de Kurtep, cerca de Varna (Bulgaria), el 16 de septiembre de 1828 y el ataque al campamento otomano dos días después. Por estas acciones fue condecorado con la Espada de Oro al Valor. Fue designado como comandante de Varna, ocupándose de la epidemia de peste que azotó la ciudad. El 23 de septiembre de 1828 fue nombrado comandante de la 19.ª División de infantería. Asimismo recibió al fin del conflicto la Orden de Santa Ana de primera clase con la corona imperial.
El 7 de febrero de 1830 fue nombrado gobernador militar de Oremburgo y comandante de las fuerzas de la región. Golovín se negó a aceptar este cargo, trasladándose a Narva y retirándose del servicio el 18 de abril de 1830, con uniforme y pensión. Se reincorporó al servicio militar imperial el 17 de febrero de 1831 como comandante de la 26ª División de infantería. Ese año combatió contra el Levantamiento de noviembre polaco, dirigiendo sus tropas con éxito en una expedición en el bosque de Białowieża a finales de mayo y enfrentándose a las tropas del general polaco Wojciech Chrzanowski cerca de Minsk. El 16 de agosto combatió entre Krynki y Międzyrzec contra ejército rebelde del general Gerolamo Ramorino. Por estas acciones fue condecorado el 13 de septiembre de ese año con la Orden de San Jorge de tercera clase.
El 10 de enero de 1834 fue nombrado director general y presidente del consejo administrativo del Comité de Asuntos Interiores y Espirituales del Zarato de Polonia. Entre el 30 de noviembre de 1837 y el 25 de octubre de 1842 dirigió el Cuerpo Independiente del Cáucaso y ejerció como superintendente civil para los asuntos fronterizos de Georgia, Armenia y la región del Cáucaso.
Se encargó del sometimiento del Cáucaso, en pleno auge del muridismo en el Cáucaso (el foco principal era Daguestán). Para ello fomentó la construcción de caminos y fortificaciones en toda la región. Asimismo aceleró la rusificación estableciendo escuelas y mercados. Asimismo se reforzó el sistema de la línea defensiva del Cáucaso, construyendo la línea del mar Negro y estableciendo varios puertos en la costa oriental del mismo, como Novorosíisk. 
Dividió el Cuerpo Independiente del Cáucaso en tres secciones, e inició el sometimiento de la población de la cuenca del río Samur, en Daguestán, con éxito. Combatió a los lezguinos cerca de la garganta de Adzhiajur y mandó construir la fortaleza de Ajty, como origen de la línea defensiva del Samur. El 1 de julio de 1839 fue ascendido a general de infantería. No obstante sus siguientes expediciones no serían tan exitosas. No consiguió someter los levantamientos chechenos dirigidos por Shamil en las alturas de Jubarski (18 de mayo de 1841). A continuación mandaría construir el fuerte denominado Yevguénievski a orillas del río Sulak. En 1842 es retirado del Cáucaso.
A continuación Golovín escribió Ocherk polozheniya voennyj del na Kavkaze, s nachala 1838 po konets 1842 goda, un tratado sobre la situación militar en el Cáucaso entre 1838 y 1842 que fue publicado en Riga en 1847. Entre 1845 y 1848 ejerció como gobernador general de las gubernias de Livonia, Estlandia y Curlandia. En 1848 fue designado miembro del Consejo de Estado del Imperio ruso. El 13 de marzo de 1855 fue nombrado comandante de la milicia estatal de Smolensk. Falleció el 27 de junio de 1858.

## Familia
Contrajo matrimonio con Elizaveta Pávlovna Fonviziny, con la que tuvo dos hijos y dos hijas:
- Elizaveta Yevguénievna
- Pável Yevguénievich
- Yekaterina Yevguénievna
- Serguéi Yevguénievich (1824-1889, gobernador de Suwałki.

## Condecoraciones
A lo largo de su vida, Golovín recibió las siguientes condecoraciones:
- Caballero de primera clase de la Orden de San Vladimiro.
- Caballero de la Orden de San Alejandro Nevski.
- Caballero de la Orden del Águila Blanca.
- Caballero de primera clase de la Orden de Santa Ana.
- Caballero de tercera clase de la Orden de San Jorge.
- Caballero de la Orden del Águila Roja y la condecoración Pour le Mérite prusianas.
- Orden del Sol y el León de Persia.
- Orden de la Gloria otomana.
- Tres espadas de Oro al Valor, junto con otras condecoraciones menores.